# Hahnia dewittei
Hahnia dewittei là một loài nhện trong họ Hahniidae.
Loài này thuộc chi Hahnia. Hahnia dewittei được Robert Bosmans miêu tả năm 1986.